# Kilényi Géza
Kilényi Géza (Gyula, 1936. május 11. – Budapest, 2016. december 14.) jogtudós, ügyész, egyetemi tanár. 1988 és 1989 között az igazságügy-miniszter helyettese. 1989-től az Alkotmánybíróság alapító tagja. Tisztségét 1998-ig töltötte be. 2000 és 2006 között a Pázmány Péter Katolikus Egyetem Közjogi Intézetének igazgatója.

## Életpályája
1954-ben érettségizett, majd felvették az Eötvös Loránd Tudományegyetem Jogtudományi Karára, ahol 1958-ban szerzett diplomát. Két évig segédügyész, majd a Legfőbb Ügyészség ügyésze lesz. 1973-ban, a pályát elhagyva az Államigazgatási Szervezési Intézet tudományos igazgató-helyettese, 1985-ig. Emellett 1981-ben az MTA Államtudományi Kutatások Programirodájának igazgatójává is kinevezik, ilyen minőségében az új alkotmány elméleti megalapozását szolgáló kutatások irányítója is. 1984-ben az Alkotmányjogi Tanács tagja lett, amelynek 1989-ben történt megszüntetéséig tagja volt.
1996-ban a Pázmány Péter Katolikus Egyetem Jog- és Államtudományi Karán tanszékvezető, majd 2000 és 2006 között intézetvezető egyetemi tanár volt. 2006-ban professor emeritus lett. Kutatási területe a közigazgatási eljárásjog és az alkotmányjog. 1968-ban védte meg az állam- és jogtudományok kandidátusai majd 1979-ben akadémiai doktori értekezését, 2008-tól több éven keresztül az MTA Közigazgatás-tudományi Bizottságának elnöke volt.
Több mint ötven könyvet, könyvrészletet szerzett társszerzőkkel. Kiemelendő a szerkesztői, kiadói, lektori munkái közül a rendszerváltás körüli időből a „State and Law” című francia nyelvű könyvsorozat főszerkesztőjeként végzett tevékenysége, illetve az „Alkotmányjogi Füzetek” című magyar nyelvű sorozat főszerkesztői munkássága. Rendszeres szerzője volt az Állam és Igazgatás, a Belügyi Szemle, a Jog és Társadalom, a Jogtudományi Közlöny, a Magyar Jog, a Magyar Közigazgatás, a Magyar Tudomány, a Társadalmi Szemle, a Valóság és a Világosság című folyóiratoknak, amelyekben több mint 100 cikket publikált.

## Közéleti pályafutása
1988-ban Kulcsár Kálmán akkori igazságügy-miniszter helyettesévé nevezték ki. 1989-ben az újonnan megalakított Alkotmánybíróság tagjai közé választják, tisztségét kilencéves mandátumának lejártáig, 1998-ig viselte. 2000-ben egészségügyi miniszteri biztossá nevezték ki, a posztot 2001-ig töltötte be. 2003–2004-ben között a Köztársasági Etikai Tanács tagja volt.
2018 márciusában a Nemzeti Közszolgálati Egyetem Államtudományi és Közigazgatási karán megalapított Kilényi Géza Egyetemi Kutatóműhely névadója, mely az állami eljárások racionalizálására és a közigazgatás hatékonyságára irányuló kutatásokkal foglalkozik.

## Főbb művei, publikációk
- Az ügyész jogköre az államigazgatási eljárásban (1964)
- Az államigazgatási eljárás alapelvei (1970)
- Az eredményesség, a gyorsaság, az egyszerűség elve (1970)
- A környezetvédelmi jog elméleti alapjai (1979)
- A környezetvédelmi bírság (1982)
- Az alkotmányelőkészítés dokumentumai I.-II. (1991)
- Elvek és intézmények az alkotmányos jogállamban (1991)
- Alkotmánybíráskodás (1993)
- Fejezetek az alkotmányjog köréből (2000)

## Díjai
- A Magyar Köztársasági Érdemrend középkeresztje a csillaggal (1999)
- Az MTA Akadémiai Díja (2009)
- Deák Ferenc Díj (2014)
- Zugló díszpolgára (2021)[4]